# Барок у немачкој књижевности
Барок као појам представља назив за правац у уметности, који је настао у XVII веку. У уметност појам уводи Јакоб Буркхарт, историчар уметности и културе, швајцарског порекла. Назнаке барока уочљиве су још у самим почецима ренесансног периода. С тим у вези, барок представља једну врсту продужетка ренесансе и њених одлика. Сам по себи, појавио се између два правца, ренесансе и просветитељства. Порекло назива овог правца, потиче од португалске речи barrocо, која се односи на драги камен или бисер неправилног облика. Као правац, барок своје зачетке бележи у Италији, где се након свог настанка, проширује на подручја Немачке, Холандије, Француске и Аустрије. Тада у литературу продиру нови појмови, карактеристични за барокну књижевност, попут апсурда, парадокса, контраста и китњастог стила. Важан догађај у развитку барока, представља књига Хајнриха Велфлина(нем. Heinrich Wölfflin), историчара и теоретичара уметности, швајцарског порекла, која носи назив Renaissance und Barock: eine Untersuchung über Wesen und Entstehung des Barockstils in Italien, односно у свом преведеном називу, Ренесанса и барок.

## Почеци барока у немачкој књижевности
Реформација Мартина Лутера, покренута 1517. године, изазвала је поделу хришћанског света на католичку и протестантску веру. Барок у немачкој књижевности, јавља се као реакција на Тридесетогодишњи рат између католика и протестаната, који је трајао од 1618. до 1648. године и најраспрострањенији био на територијама које данас обухватају Немачка и Чешка. Видљиве последице које је Тридесетогодишњи рат оставио на Немачку државу, која је након потписивања Вестфалског мира, 1648. године, територијално била исцепкана, одразиле су се на уметност и културу. Међутим, страдања у рату нису оставила само последице на културу и уметност, већ и на људе, чија су животна сазнања почела бити одликована песимизмом и очајем, што је цркви омогућило да поврати своју дотадашњу улогу у људском животу, и кроз веру пружи друштву утеху, што је такође имало утицаја и на уметничка стваралаштва у том периоду. 
Књижевност постаје богата стилским и песничким фигурама, узвишеним и патетичним тоном и темама. Настају бројна оригинална дела. Циљ овакве књижевности било је изражавање осећања, унутрашњих сукоба и немира. Међутим, осим тога заступљене су биле и телесност, сензуалност, суочавање са пролазношћу и реалностима природе, живота и смрти. Као такве, временом су теме барокне књижевности постајале међусобно контрадикторне, јер поред наведених тема, јављају се оптимистични погледи на свет  и жеља за ужитком и опуштеношћу. Најфреквентнији мотиви књижевних дела били су:
- Carpe diem(искористи дан), чија је порука  заборављање пролазности и смрти и највиша посвећеност дану, трајању и животу.
- Memento mori(сети се да си смртан), чија је порука усмерена претежно на смрт и њен неизбежни долазак.
- Vanitas, је појам сличан претходно наведеном мотиву, међутим у свом целовитом значењу се односи на пропадљивост и загробни живот. Слика Питера Боела(нем. Pieter Boel) представља алегоријски приказ мотива vanitas. Таква врста мотива и расположења, заступљена је у стиховима сонета Људска патња, односно Menschliches Elende, написана 1639. године од стране Андреаса Грифијуса[4](нем. Andreas Gryphius), песника и драматичара.[2]

## Значајне личности и њихово стваралаштво
Андреас Грифијус(нем. Andreas Gryphius) је био један од најпознатијих песника барокне књижевности. Попут Паула Флеминга(нем. Paul Flemming), писао је и на латинском и на немачком језику. Написао је велики број родољубивих и духовних песама, инспирисан бројним страдањима у рату. Теме о којима је писао, бавиле су се пролазношћу и патњом. Велики део страдања приликом Тридесетогодишњег рата, описао је у сонету Сузе отаџбине
(Thränen der Vaterlandes Anno), приликом 1636. године. Мотив пролазности запажа се у његовој песми под називом О сујети света(Von der Eitelkeit der Welt). Познат је и по писању драма, у којима се бави моралним питањима и у којима се враћа на поједине елементе античке драме уводећи хор. Карактеристично је да у трагедијама обрађује судбине апсолутистичких владара, сукоб култура, вероисповести, критикује привидно образовање приказано кроз коришћење страних израза. Његова најзначајнија дела су: Leo Armenius oder Fürstenmord, односно Лав Јерменин, Ermodrdete Majestät oder Carolu, Catharina von Georgien, Oder Bewährte Beständigkeit, односно Катарина од Грузије, Großmüthiger rechtsgelehrter oder sterbender Ämilius Paulus Papinianus, односно Папинијан, Cardenio und Celinde oder Unglücklich Verliebte, односно Карденио и Целинда, и многа друга дела, од којих велики број заузимају драме.
Једна од значајнијих личности барока, уједно и представника прве генерације барокних књижевника, јесте Мартин Опиц(нем. Martin Opitz). Осим што се борио за што чистију употребу немачког језика и стихотворство на немачком језику, који је под утицајем присутности француских војника на територији Немачке и подржавања француских власти, бројао све више и више позајмљеница, поред већ бројних латинских, он је написао књигу, чији је оригиналан назив Buch von der Deutschen Poeterey, односно Књига о немачком песништву. Та књига представља теорију барокне књижевности и усмеравање сврхе поезије на поуку, односно утилитаристичка уверења. Његов утицај највише је видљив у лирици, коју су чиниле следеће стилске фигуре: контраст, метафора, метонимија, перифраза и алегорија. Најчешћа дела била су сонети, елегије, оде и епиграми. Мартин Опиц, преводивши Сенеку и Софокла, био је искусан и у областима драме, те је његова подела на сталеже у области драме задржана све до просветитељства. Он је тврдио да би трагедијама требало да припадају виши сталежи, а комедијама нижи. Прва немачка грађанска трагедија, била је Мис Сара Сампсон(Miss Sara Sampson), из 1755. године. Због великих доприноса теорији књижевности и постављања темеља модерној књижевности, Мартин Опиц се сматра теоретичаром и реформатором књижевности. Термин opitzieren, представљао је присталице његовог рада које су подржавале његов рад. 
Међу најзначајнијима, истиче се Паул Флеминг, који је под утицајем Петрарке, писао љубавну поезију на латинском и немачком језику, и у њу увео своја сопствена осећања. Ту су и Јулиус Цинкгреф и Јохан Рист. Јулиус Цинкгреф(нем. Julius Cinkgref), био је присталица Опицове теорије и његовог стила у поезији. Teutsche Poemata је збирка песама из 1624. године, по којој је Цинкгреф остао запамћен. У тој збирци биле су објављене песме Мартина Опица и других савременика, док су будуће генерације и представници представљени у његовој збирци поучних прича, Teutsche Apophtegmata. Јохан Рист(нем. Johann Rist) припада представницима ране фазе барока и био је аутор многих драма и песама које су се бавиле световном и духовном тематиком.

### Мистицизаму бароку[2]
Велики број дела овог доба повезан је са средњовековном религиозном мистиком, виђењем Бога, теоријама о постојању добра и зла, и тако даље. 
Најзначајнији  представник мистицизма у бароку је Јакоб Беме, који је био филозоф и мистичар. Његово најзначајније дело је Јутарње руменило на Истоку, или Аурора (Die Morgenröte im Aufgang oder Aurora). Главна радња дела односи се на однос човека и Бога, у чему велику улогу игра пантеизам са теозофијом. Под утицајем његове мистике, настали су епиграми Ангелуса Силезијуса, чије је право име Јоханес Шефлер, који је био теолог и лекар, и један од најзначајнијих религиозних песника барока. Своје друго име, Ангелус, добио је након што је 1653. године прешао у католичанство и одбацио протестантизам. Његова дела говоре о споју човека и бога, и знатно се разликују од црквених догми.

## Роман у бароку
Због непрегледности и компликованости структуре романа, у бароку се развија роман чија је тематика искључиво љубавна. То су били сатирични романи који су на својствен начин приказивали разне животне ситуације главног јунака. Роман Пустоловни Симплицисмус(Der Abenteuerliche Simplicissmus Teutsch), написан од стране Ханса Јакоба Кистофела фон Гримелсхаузена(нем. Hans Jakob Christoffel von Grimmelshausen), је један од најзначајнијих представника ове књижевне врсте у бароку. Ратно стање и сналажење младог човека у таквом окружењу представљају окрет на оно што је аутор проживео у току Тридесетогодишњег рата. Симплициус је име главног јунака, што у преводу значи Једноставни, и повезано је са главним карактеристикама личности јунака. Дело кроз хумор описује стање државе и друштва за време рата. Осим тог романа, Гримелсхаузен је написао и роман Пркосни Симплекс, у којем је главна јунакиња жена слична Симплициусу.

## Крај барока и барокна лирика
Како се ближио крај барокне епохе, тако су наступале разне промене у лирици, за које је својим делом заслужан Јохан Кристијан Гинтер(нем. Johann Christian Günter), по занимању лекар који је писао о сопственим осећањима, патњи и болу. Међутим, у његовим песмама назиру се просветитељске особине. Како се јављају просветитељска назирања, тако се ширио и пијетистички покрет крајем XVII века, који се јавио као реакција на претерану рационалност, као последицу рада протестанстких представника који су се претежно ослањали и бавили формулисањем доктрина. Пијетизам је добио назив по делу Јакоба Шпенера, Pia Desideria, у којем је аутор формулисао основе пијетизма као Шест побожних жеља или предлога за поправљање цркве. Тиме се у први план стављају Бог, религија, морал, васпитање и све остале вредности које су заузимале место правих вредности. 